# Marica Guina
Marija "Marica" Guina (djevojačko Butirić, Trpanj, 1903. – Makarska, 2003.) proglašena je "Pravednicom među narodima", te je jedna od 120 do sada proglašenih Pravednika iz Hrvatske, priznanja koju Izrael dodjeljuje nežidovima za čovječnost iskazanu pri spasavanju Židova u Drugom svjetskom ratu.
Yad Vashem proglasio ju je 27. rujna 1995. "Pravednicom među narodima" temeljem svjedočenja Loti(ka) Altarac koju je obitelj Guina sakrivala od režima NDH skoro dvije godine. Osim nje u kući Guina bilo je skrovište još mnogim Židovima.

## Svjedočanstvo
Maričina kći Ksenija pohađala je u srednju školu u Sarajevu, a dvadesetogodišnja Loti Altarac bila joj je razredna kolegica i najbolja prijateljica. Kada su nacisti preuzeli kontrolu nad Sarajevom u travnju 1941. godine, započeli su s progonom gradskih Židova. Ksenija je zamolila majku da sakriju Lotu u njihovoj kući. Marica ih je pozvala je da dođu živjeti u Metković, koji je bio u talijanskoj okupiranoj zoni, priloživši Loti lažnu osobnu iskaznicu pod imenom Jagoda Ivčević. Loti je prihvatila ponudu i stigla kod Guina u listopadu 1941. Njeni roditelji i mlađa sestra ostali su u Sarajevu, a kasnije su poslani u koncentracijski logor odakle se roditelji više nisu vratili, jedino se spasila sestra Flora. Loti je skoro dvije godine boravila s Guinama, a da nije bila prijavljena u policiji, te u stalnom strahu od otkrića tijekom svog boravka. Unatoč ratnom siromaštvu, Marica se prema Loti ponašala kao prema vlastitom djetetu, pazeći na sve potrebe, odijevajući je i hraneći je. Kad su vijesti o tragičnoj sudbini Lotine obitelji stigle do njih, Marica je Loti pružila emocionalnu podršku i utjehu. Rizik za Guine bio je tim veći jer je Maričin sin Boris bio aktivan u suradnji s partizanima sve dok nije uhićen i zatvoren, a njihova je kuća bila pod nadzorom. U rujnu 1943., nakon što su se Talijani predali saveznicima i Nijemci ušli na to područje, opasnost se povećala. Marica je stoga odlučila poslati Lotu u Italiju, gdje je preživjela ostatak rata. Nakon rata Loti (kasnije Manuševa) vratila se u Sarajevo, otišla studirati u Zagreb, gdje je udala za makedonskog kolegu Borisa Manuševa, te s njim preselila u Skoplje gdje je osnovala obitelj i rodila dvije kćeri.